# 聖西蒙教堂
聖西蒙修士教堂（羅馬化：Kanīsat Mār Simʿān el-ʿAmūdī）是現存最古老的教堂建築群之一，該建築建於5世紀。位於敘利亞阿勒頗西北約30公里處，興建於著名隱修士登塔者西蒙曾經修行的石柱遺址上。
聖西蒙以長年苦修於石柱之上而聞名，這座教堂也因此成為基督教早期朝聖的重要地點。此建築群通稱為「西蒙堡」（羅馬化：Qalʿat Simʿān）或「西蒙修道院」（羅馬化：Dayr Simʿān）。

## 沿革

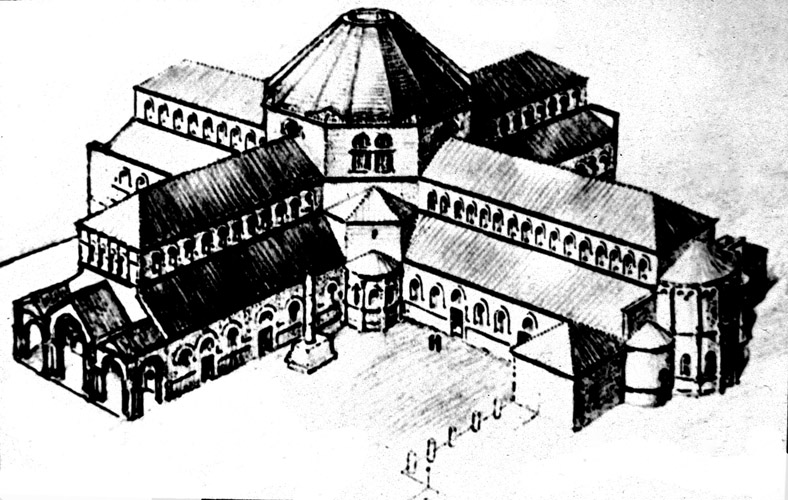
聖西蒙教堂的復原圖。

登塔者西蒙約於公元390年出生於努爾山脈的一座村莊。16歲時進入修道院，但因其過於極端的禁慾修行方式，被認為不適合群體修道生活（即共住修道）。仿效聖安東尼的榜樣，他試圖在荒野中過著隱修苦行的生活。然而，他所展現出的強大身體忍耐力與自我克制精神，吸引了大量朝聖者與虔誠信徒前來請益與膜拜。
為了逃避外界的干擾，聖西蒙決定登上一根高約3公尺的石柱，在柱頂的小平台上居住。他的石柱高度隨時間逐漸增高，最終達到18公尺。聖西蒙每天兩次在柱頂向聚集的人群講道，成為極具震撼力的宗教苦修景象。他利用一架連接柱身的梯子接收信差送來的食物與書信，也透過這種方式向信眾傳遞回信。他的聲名遠播，甚至受到東羅馬帝國皇帝狄奧多西（Theodosius）、利奧（Leo）與狄奧多西二世的關注，三位皇帝皆曾請求他的忠告並懇求他對政務給予干預。
聖西蒙在石柱上苦修多年，最終於公元459年逝世，享壽約69歲。他去世後，安条克與君士坦丁堡兩地為爭奪其遺體發生激烈爭執，最終由安提阿取得遺骸。當時有君士坦丁堡主教、六位主教、東部帝國總司令、二十一位伯爵與軍官，以及六千名士兵組成盛大的送行行列，護送其遺體回安提阿。其墳墓隨後成為重要的朝聖地點。
在聖西蒙逝世後數十年間，人們在其石柱遺址上建造了一座佔地超過5,000平方公尺的大型修道院教堂。該教堂由四座從中央八边形建築向四方延伸的巴西利卡構成，中央交會處覆以穹頂，其正中央即為聖西蒙所居之石柱。這座教堂成為一座有圍牆的修道院建築群核心，群內另包含兩座小教堂與供朝聖者歇腳的宿舍。
儘管今日該地早已廢棄並殘破不堪，它仍屬於敘利亞境內所謂「死城群」（Dead Cities）遺址之一。直到近年為止，聖西蒙所登之石柱殘跡依然可見。雖然歷經長年朝聖者削取柱體碎片作為圣髑，原柱已縮短為僅數公尺高的石塊，但在17世紀仍可見石柱較完整的殘段。據信，其上方的穹頂則保存至19世紀才完全消失。不過，包括石柱在內的遺跡在2016年俄羅斯空襲前尚存。
截至2011年6月，聖西蒙教堂及其周邊村落被聯合國教育、科學及文化組織列為世界遺產「叙利亚北部古村落群」的一部分。
自2016年初，該教堂成為反對派與北部庫德族武裝交戰的前線。遭到砲擊和戰機轟炸之後，該教堂部分結構毀損，根據伊德利卜古物中心團隊與敘利亞遺產協會（SIMAT）合作報告，遊客入口的東牆倒塌，而教堂周圍的建築結構受波及出現嚴重破壞、破裂與變形情況，位於教堂內部的的聖西蒙柱，受火箭彈再附近爆炸影響導致石柱倒塌，雖然底座仍大致保持原位，但已出現裂痕。目前石柱底座已被移離原處，僅部分碎片仍留在原地。

## 結構
與中世紀歐洲許多歷時數百年才建成的大教堂不同，聖西蒙教堂的構想與建造是在相對短的時間內一次性完成的。這座教堂建於公元473年，其規劃目的在於因應當時大量前來聖西蒙石柱朝聖與祈禱的信徒需求。教堂的設計採用十字形平面，由四座獨立的長方形巴西利卡構成。
聖西蒙教堂建築群的設計體現了豐富多樣的建築風格，其基本結構——三廊式巴西利卡——源自古羅馬時期流傳至今的建築傳統。據記載，教堂最早建成的部分是主巴西利卡與洗禮堂，隨後又建造了修道院及洗禮堂的附屬設施。最後才完成其他部分，包括通往圣道上拱門等結構。該拱門是教堂的重要標誌之一，位於聖路起點，通往位於山上的主教堂。此外，從教堂可以望見兩座修道院，以及一些作為集市的小房屋和一座墓室小堂。整個建築群由數個功能各異的結構組成，具體如下：

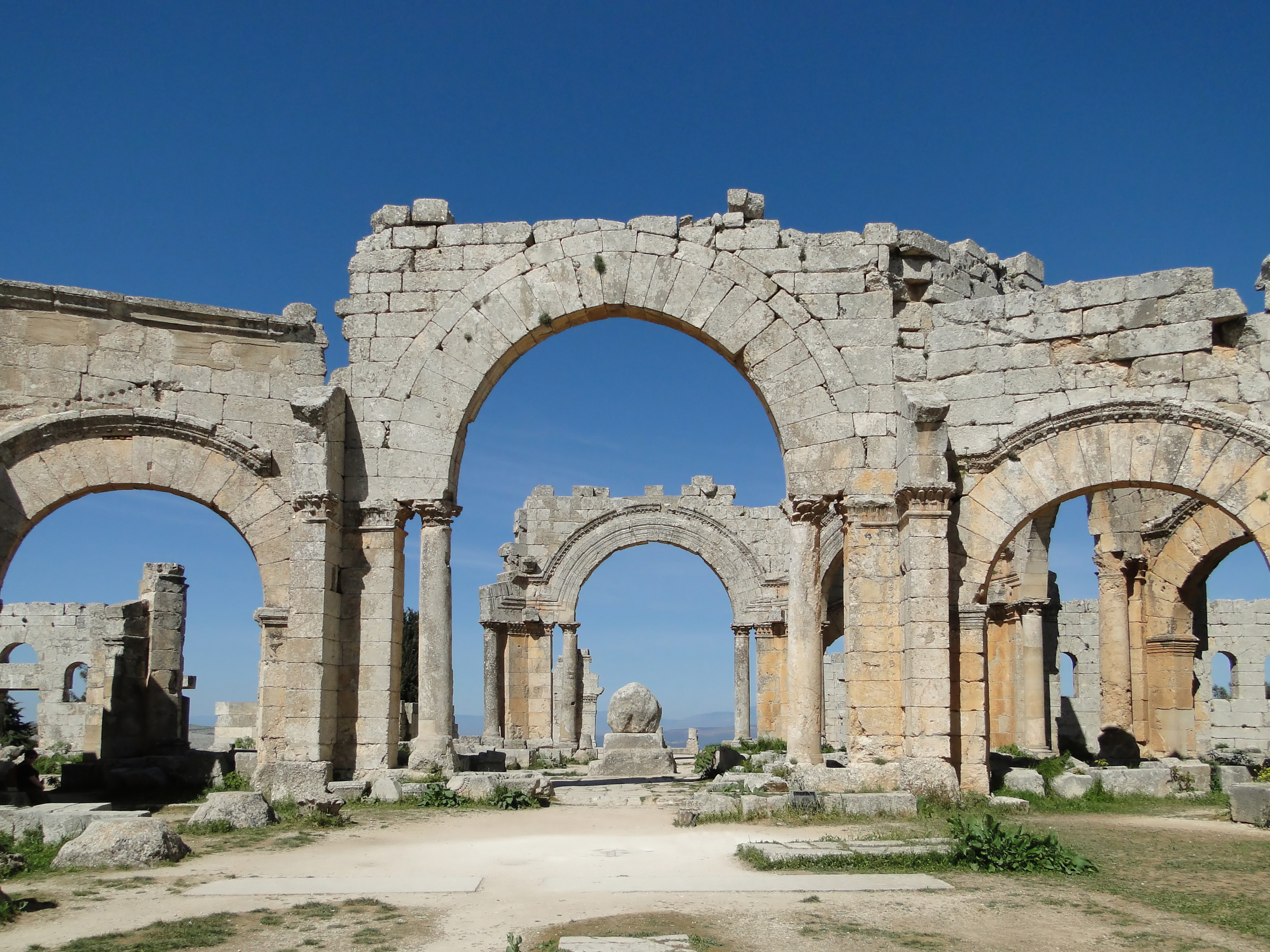
四巴西利卡教堂遺跡
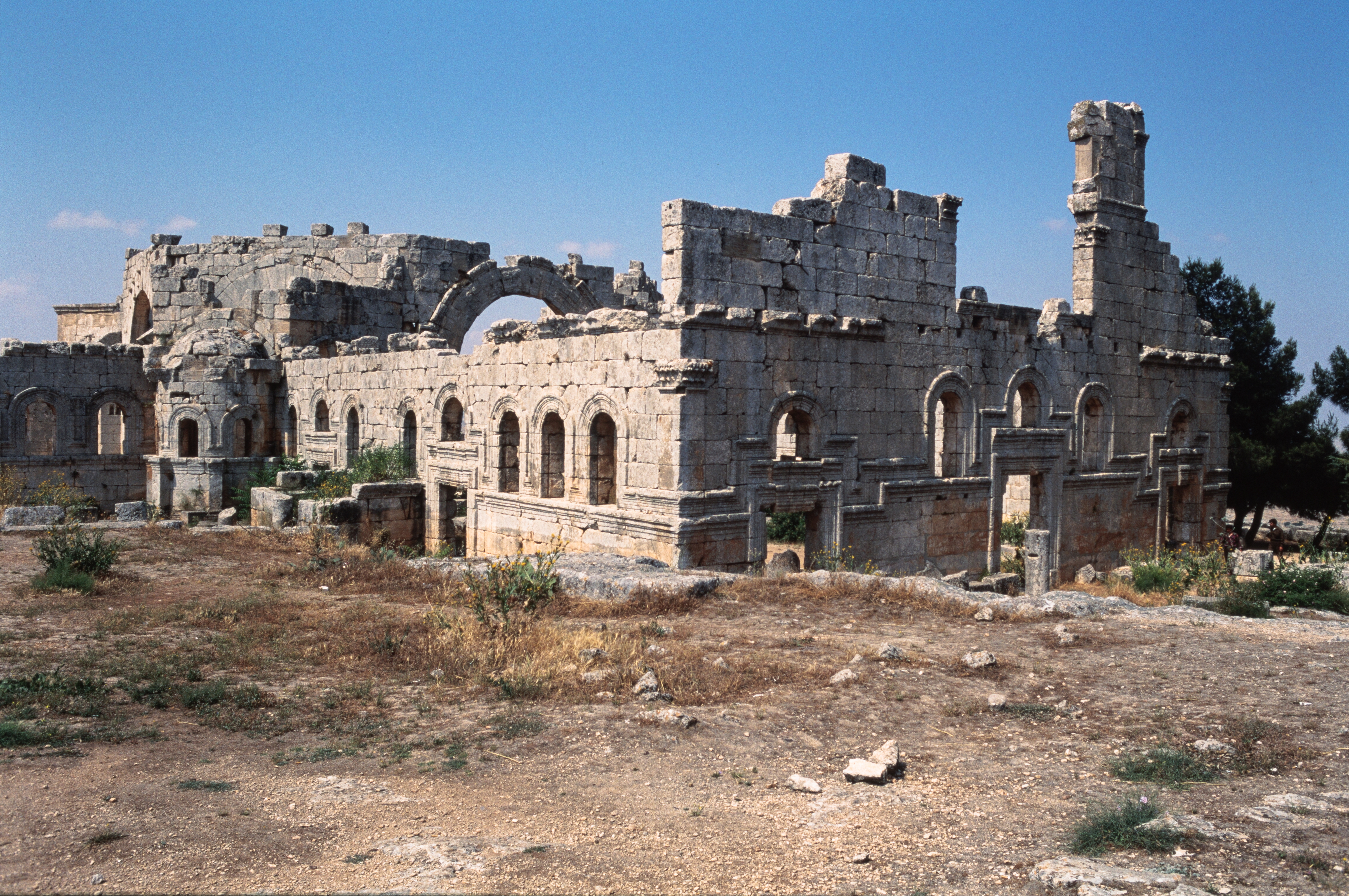
東北方向的四巴西利卡教堂
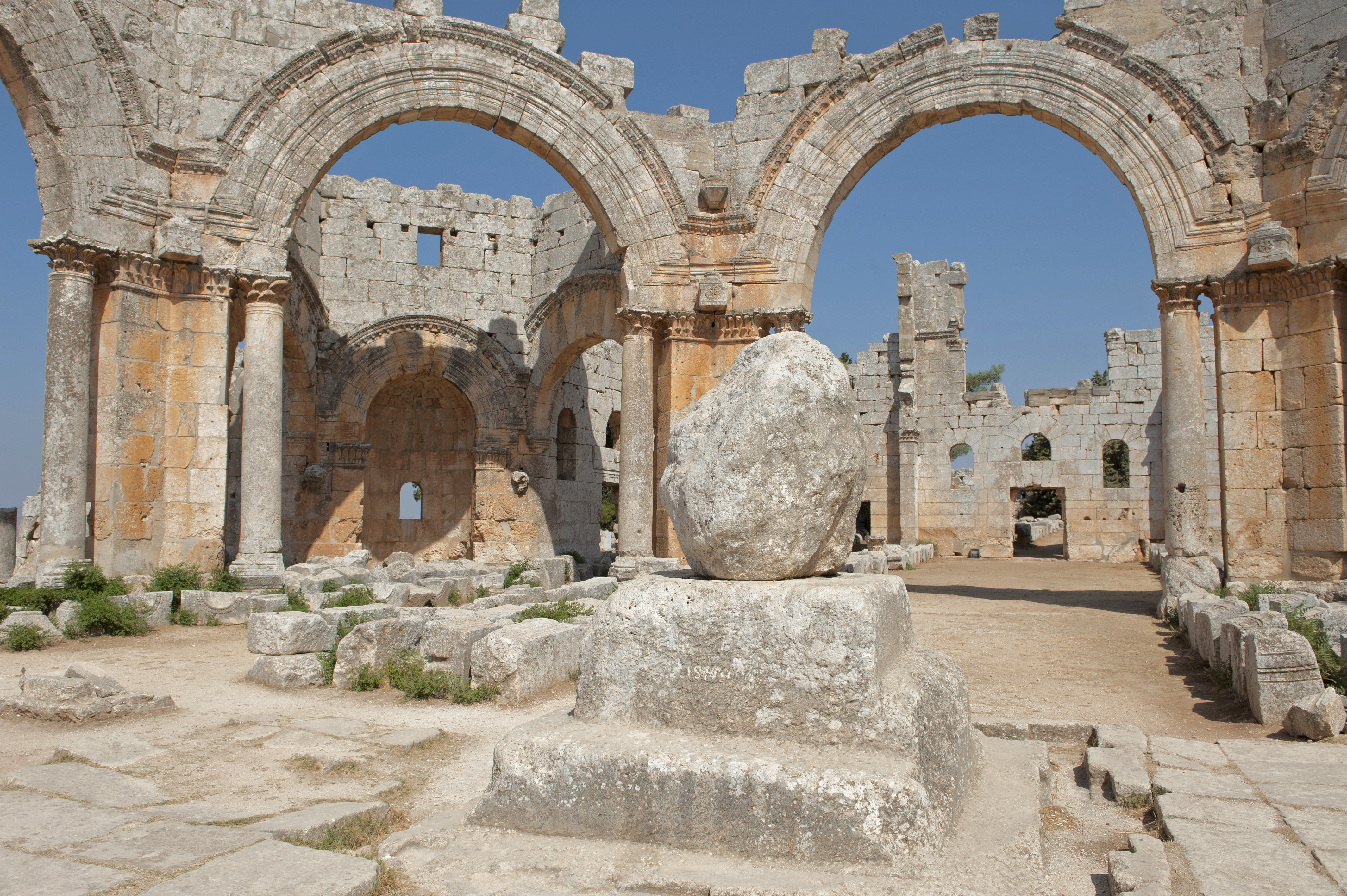
西蒙柱的遺跡，攝於2016年俄羅斯空襲之前。
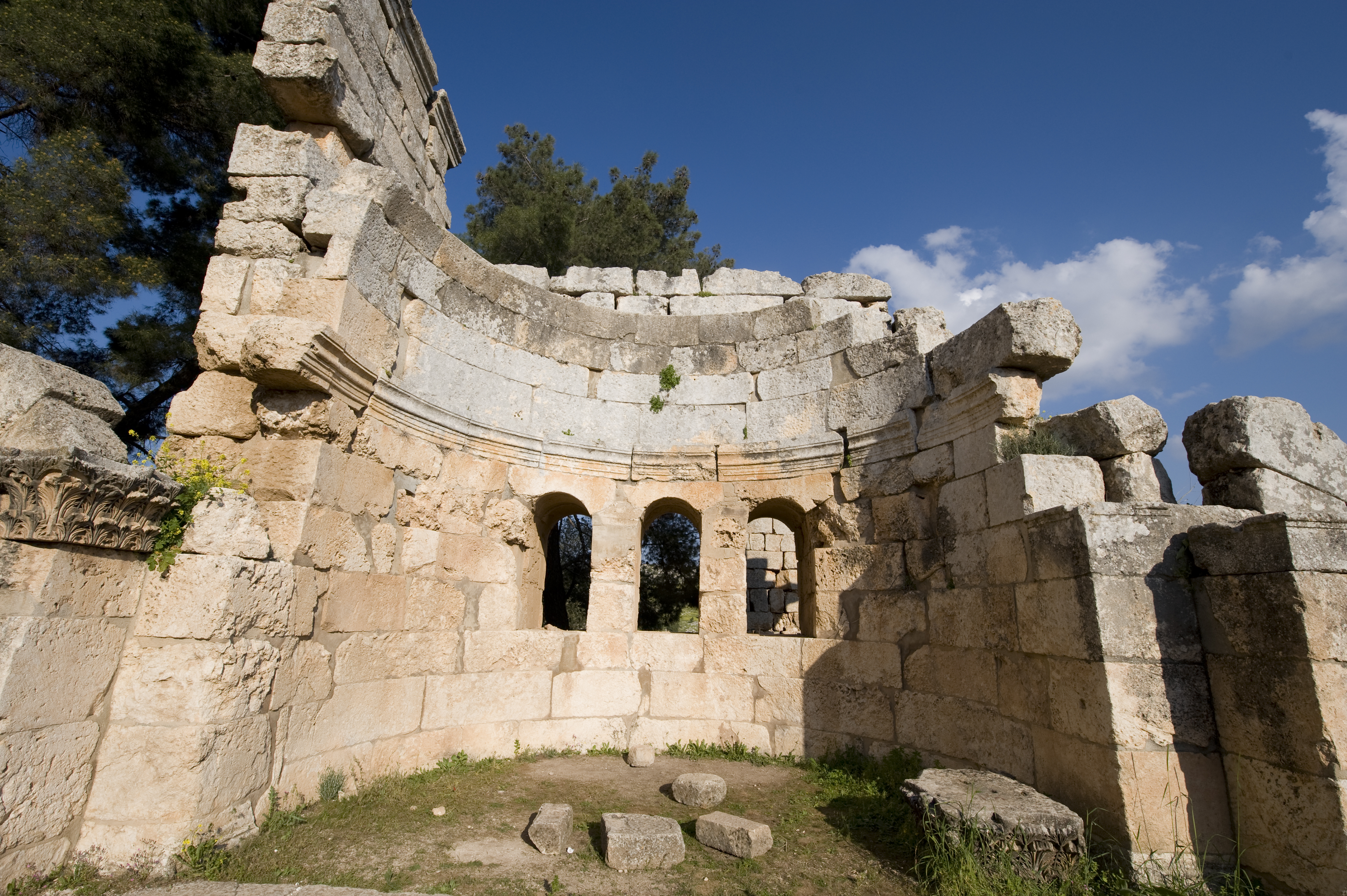
修道院遺跡
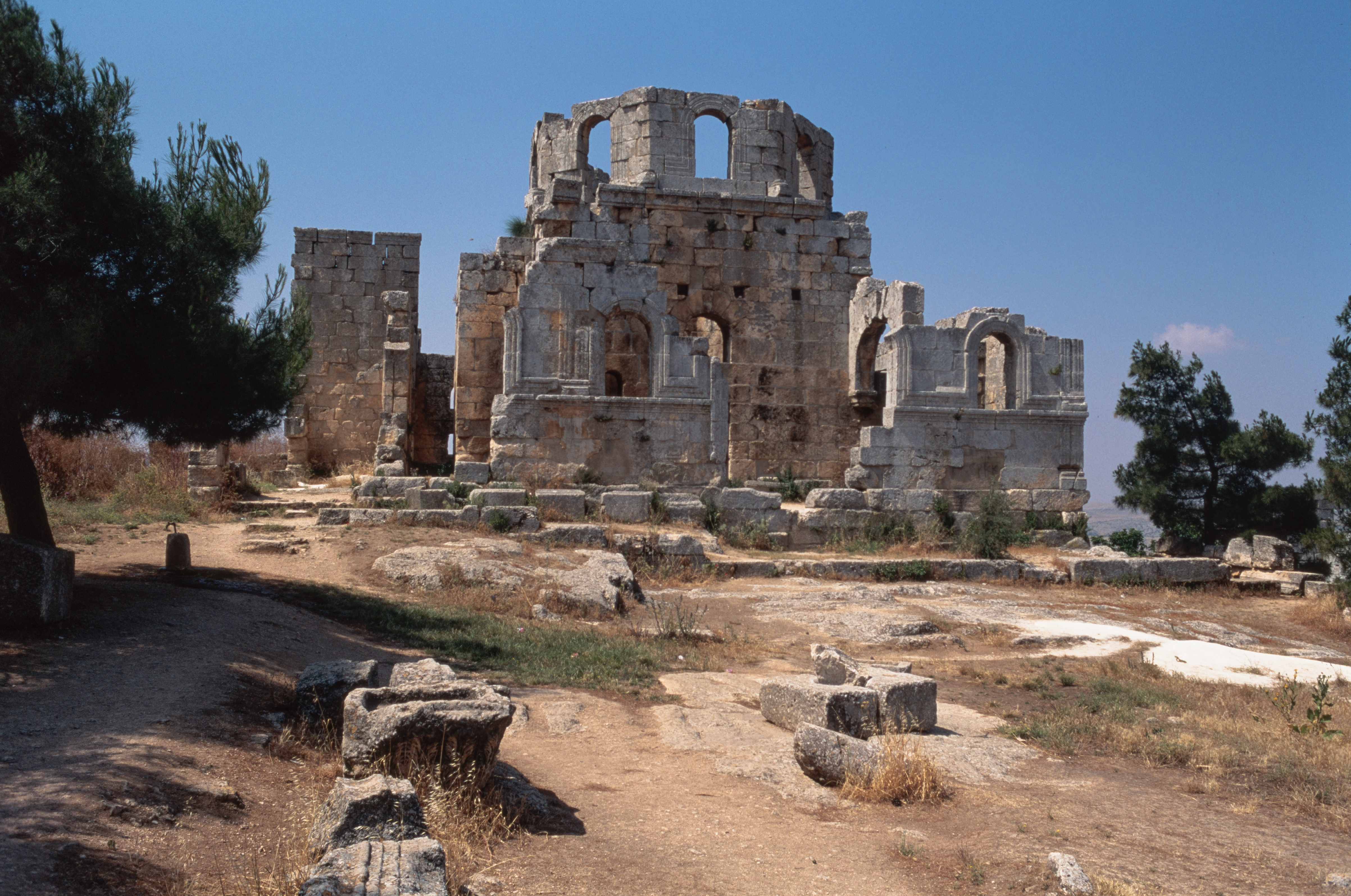
洗禮堂遺跡

### 四巴西利卡教堂

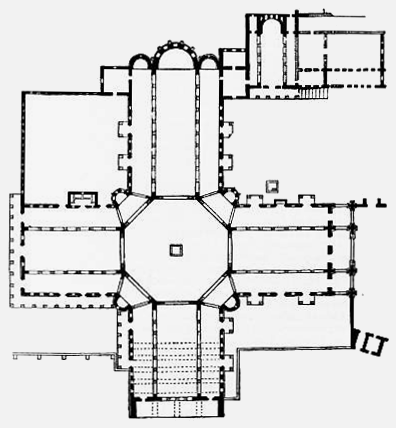
十字形教堂與修道院的平面圖（圖上為東方）
（實際上的東方教堂略微偏向北方，即圖左側所示的正東方向）

該十字形教堂保存相當良好。教堂中央庭院仍可見聖西蒙曾居住的石柱遺跡，雖已因多年來朝聖者削取聖物而縮短為約2公尺高，現已近似一塊巨石。庭院呈八角形，由四座十字形排列的巴西利卡圍繞，整體形式象徵基督被釘十字架的「十架」意象，因此又稱「四巴西利卡教堂」。 其中東側的巴西利卡規模最為龐大，原因是其在舉行重要儀式中扮演核心角色，因此地位尤為重要。

### 馬蹄形修道院
位於東側巴西利卡南面的是一座小堂與馬蹄形的修道院。這座原名「特拉尼索斯」（Telanissos）的修道院，即今日所稱的「西蒙修道院」（Deir Semaan），建立之初為利用其周圍兩片肥沃平原的資源。公元5世紀中期，當地居民在平原上建立起這座修道院，並在公元412年迎來聖西蒙的加入。然而不久後，聖西蒙離開修道院，選擇前往其上方的山上苦修。

### 洗禮堂
洗禮堂位於南側巴西利卡對面，沿著聖路（Via Sacra）往下行走可達。洗禮堂是在主教堂建成後不久興建的，是整個朝聖建築群中的關鍵設施之一。它的設計被認為是敘利亞地區基督教建築中最具代表性的範例之一。洗禮堂的建造分為兩個階段：先是主體建築，隨後加建附屬小巴西利卡。整體結構為一座正方形底座上承載八角形圓鼓的建築，其上方曾以木製屋頂覆蓋，屋頂形式可能為圓錐形或穹頂。. 洗禮堂外圍為長方形外殼包覆內部八角廳，東側盡頭則設有半圓形小聖龕（apsidiole），並設有通往下方的小階梯隧道。

### 附屬建築與聖路
洗禮堂西側是通往西蒙修道院的朝聖道路，其起點設有一座宏偉的拱門，象徵著從修道院通往洗禮堂的旅程。教堂位處山丘之上，可俯瞰周邊鄉野風景。

## 破壞

### 拜占庭-阿拉伯戰爭
在拜占庭帝國與阿拉伯人勢力爭奪敘利亞的過程中，聖西蒙教堂遭受嚴重破壞。隨著阿拉伯人征服該地，教堂受到影響。後來，拜占庭人對教堂進行加固，使其具備防禦功能。然而，此後教堂又被阿勒頗埃米爾薩阿德·阿爾-道拉攻占並改為要塞使用。這一行為削弱了教堂作為神聖場所的象徵性，但仍無法阻止朝聖者繼續前來敬拜。

### 敘利亞內戰
21世紀的敘利亞內戰為這處歷史遺址帶來嚴重破壞。武裝衝突雙方在激烈交戰中使建築受損，此外，非法挖掘與盜取石材也加劇了遺址的破壞。該教堂是敘利亞北部眾多因戰爭而遭到破壞的古建築之一。教堂更曾因巴卜哈瓦邊境口岸問題，受到敘利亞與土耳其兩國衝突波及。
2015年5月28日，庫爾德斯坦人民保護部隊與婦女保護部隊一度控制該地，但後來又被反對阿薩德政權的派系奪回。2016年5月，俄羅斯空軍空襲該遺址，造成聖西蒙石柱殘跡及其他遺構的破壞。到了2020年2月8日，教堂附近的山丘已被土耳其陆军占領。

### 來源
- Gary Vikan, Byzantine Pilgrimage Art, (Dumbarton Oaks Papers, 1982), 8–9.
- Simeon Citadel and Dead Cities, Suggestion to have Saint Simeon Stylites recognized as a UNESCO world heritage site, in 2006, as part of "Simeon Citadel and Dead Cities" project.
- "St. Simeon Church." Syria Gate (accessed 2008).
- Sacred Destinations
- https://whc.unesco.org/en/list/1348/multiple=1&unique_number=1761

## 外部連結
- 180 photographs in gallery, PBase
- Gatier, P.; T. Sinclair; M. Ballance; R. Warner; R. Talbert; T. Elliott; S. Gillies. . Pleiades.   [March 8, 2012].